# Gnetum montanum
Gnetum montanum är en kärlväxtart som beskrevs av Markgr. Gnetum montanum ingår i släktet Gnetum och familjen Gnetaceae. Inga underarter finns listade i Catalogue of Life.